# 朱陳麗琴
朱陳麗琴 ，基督教徒，畢業於香港葛量洪教育學院(後發展為香港教育大學)。現為耀基創藝幼稚園暨國際幼兒園校監、大埔及北區幼兒教育校長會榮譽副會長，亦曾出任鐘聲學校校董、校長及聖公會靈愛學校副校長等職務。

## 資料來源
1. ↑  .   [2018-03-21]. （原始内容存档于2018-03-21）.
2. ↑  .   [2018-03-21]. （原始内容存档于2020-08-11）.
3. ↑   (PDF).   [2018-03-21]. （原始内容存档 (PDF)于2018-03-21）.
4. ↑  .   [2018-03-21]. （原始内容存档于2018-03-21）.